# Toni Braxton
Pour les articles homonymes, voir Braxton.
Toni Michele Braxton, née le 7 octobre 1967 à Severn, dans le comté d'Anne Arundel (Maryland), est une chanteuse, pianiste, musicienne, productrice, actrice, personnalité médiatique et philanthrope américaine. Elle commence sa carrière musicale en 1990, dans le groupe The Braxtons, qu'elle forme avec ses quatre sœurs : Traci, Trina, Towanda et Tamar.
Elle est révélée en 1993 par la sortie de son premier album Toni Braxton, qui génère plusieurs singles à succès dont Another Sad Love Song et Breathe Again, qui s'écoule à 10 millions d'exemplaires à l'international. De par cet énorme succès, Toni Braxton remporte une multitude de récompenses dont trois Grammy Awards, dans la catégorie « meilleur nouvel artiste » et deux dans la catégorie « meilleure prestation vocale RnB féminine » en 1994 et 1995. Elle est également récompensée de deux American Music Awards, dont un pour le nouvel artiste soul/RnB préférée, et nouvelle artiste contemporaine préférée en 1994, et un autre en 1995 pour l'album soul/RnB préférée.
En 1996, elle publie un deuxième album, Secrets, qui se vend à 15 millions d'exemplaires dans le monde. Il contient deux singles à succès You're Makin' Me High, qui s'érige à la première place du Billboard Hot 100 et Un-Break My Heart, qui atteint également la première place du Billboard Hot 100, pendant 11 semaines consécutives, devenant ainsi, par la même occasion, un hit mondial en s'érigeant au premier aux rangs de nombreux pays et son titre signature. Il est également considéré par la presse spécialisée comme la deuxième meilleure vente de singles par une artiste féminine de tous les temps,,,. De par cet énorme succès, Toni Braxton remporte deux Grammy Awards : celui de la « meilleure chanteuse pop » et celui de la « meilleure prestation vocale RnB féminine ». En 2000, elle dévoile un troisième album, The Heat, qui se vend à 4 millions d'exemplaires, accompagné du single He Wasn't Man Enough qui lui fait remporter un Grammy Award de la « meilleure prestation vocale RnB féminine ». Par la suite, elle publie More Than a Woman en 2002, Libra en 2005, et Pulse en 2010.
En parallèle, elle participe à de nombreuses comédies musicales de Broadway dont La Belle et la Bête, produite par Walt Disney Theatrical Productions, dans laquelle elle interprète le rôle de Belle. Son rôle dans La Belle et la Bête marque les esprits, car c'est la première fois qu'une femme noire obtient le rôle principal d'une comédie musicale à Broadway,. De plus, de par sa série de spectacles à Las Vegas intitulée Toni Braxton Revealed, elle devient alors la première interprète féminine afro-américaine, à obtenir une série de concerts en tête d'affiche à Las Vegas.
Elle prend part également à plusieurs productions filmiques telles que Kingdom Come (2001), The Oogieloves in the Big Balloon Adventure (2012), ou encore Le Chant Du Destin (2013), Destin brisé : Toni Braxton, une chanteuse sacrifiée (2016), Faith Under Fire (2018) et Les Noëls de ma vie (2018). À la télévision, elle est candidate à la septième saison de l’émission Dancing With the Stars, ainsi que dans sa propre émission de téléréalité à succès, Braxton Family Values.
Tout au long de sa carrière, Toni Braxton  a vendu 66 millions de disques dans le monde, et remporte une multitude de récompenses dont 7 Grammy Awards, 9 Billboard Music Awards et 7 American Music Awards. Le 18 septembre 2011, elle est incluse au Georgia Music Hall of Fame, institut qui conserve et protège le patrimoine musical américain. Le 13 février 2012, Toni Braxton est citée dans la prestigieuse liste des « 100 plus grandes femmes de l'industrie musicale » par VH1. Elle est également considérée par la presse spécialisée comme une icône du RnB, en devenant l'une des plus grandes vendeuses féminines des années 1990, ce qui lui fait attribuer le titre de Queen of R&B,,,.

## Biographie

### Enfance
Toni Braxton naît à Severn, dans le Maryland. Avec son frère et ses sœurs, elle est élevée dans une famille croyante stricte. Son père, Michael Conrad Braxton, Sr., est méthodiste, et un employé d'une compagnie d'électricité devenu pasteur. Sa mère, Evelyn Jackson, originaire de Caroline du Sud, est une ancienne chanteuse d'opéra et cosmétologue. Le grand-père maternel de Braxton est aussi pasteur.
Braxton est l'aînée de cinq sœurs et un frère. Elle a un jeune frère Michael, Jr. (né en 1968) et quatre jeunes sœurs : Traci (née en 1971), Towanda (née en 1973), Trina (née en 1974), et Tamar (née en 1977). Braxton suit des études à la Bowie State University, pour obtenir un diplôme d'enseignement. La première expérience d'interprète de Toni remonte à la chorale de son église. Elle décide de se lancer dans une carrière de chanteuse professionnelle après avoir été découverte par William E. Pettaway, Jr., un auteur de chansons qui l'a entendue chanter dans une station service.

### Débuts et The Braxtons (1989–1995)
Toni, Traci, Towanda, Trina et Tamar ont signé leur premier contrat d'enregistrement avec Arista Records en 1989 sous le nom de groupe The Braxtons. En 1990, le groupe publie son premier single, intitulé Good Life, qui est le seul et unique titre en tant que quintette. Good Life s’érige à la 79e place des Billboard Hot R&B/Hip-Hop Singles. Au moment de la sortie du single, les différences d'âge des membres ont créé un problème avec le marketing. Par la suite, The Braxtons se sépare de Arista Records. En 1991, au cours d’un showcase avec Antonio L.A. Reid et Babyface, qui étaient dans le processus de formation de LaFace Records, Toni Braxton, la cadette du groupe, est choisie et signée comme première artiste féminine du label. À l'époque, LaFace Records ne cherchait aucun autre groupe féminin, après la signature de TLC,.
La carrière solo de Toni débute en 1992, lorsque L.A. Reid et Babyface la recrutent pour enregistrer le titre Love Shoulda Brought You Home', issu de la bande originale du film Boomerang, d'Eddie Murphy en 1992, écrit pour Anita Baker, qui ne peut pas enregistrer ce titre pour cause de grossesse. Pour ce projet, Toni enregistre également le titre Give U My Heart, en duo avec Babyface. Les deux titres sortent en single, et Give U My Heart s'érige à la 29e place du Billboard Hot 100 et au deuxième rang du Hot R&B/Hip-Hop Songs. Quant à Love Shoulda Brought You Home, il atteint la 4e place des Hot R&B/Hip-Hop Songs.
Le 13 juillet 1993, elle publie son premier opus Toni Braxton, produit en majorité par L.A. Reid, Babyface et Daryl Simons, débute à la 36e place du Billboard 200 américain à sa sortie, avant d'en atteindre la première place deux semaines plus tard. Il atteint également la première place des Top R&B/Hip-Hop Albums. L'album génère sept singles : Love Shoulda Brought You Home, qui arrive à la 4e place des Hot R&B/Hip-Hop Songs, Another Sad Love Song, qui s'érige à la 7e place du Billboard Hot 100 et au 2d rang du Hot R&B/Hip-Hop Songs, Breathe Again, qui culmine à la 3e place du Billboard Hot 100 et la 2e place du Top 40 Mainstream, Seven Whole Days, qui atteint la première place des Hot R&B/Hip-Hop Songs, You Mean the World to Me, qui se classe à la 4e place du Top 40 Mainstream et du Hot Adult Contemporary Tracks et I Belong to You/How Many Ways, qui obtient la 6e meilleure position du Hot R&B/Hip-Hop Songs.
Au total, l'album se vend à 8,5 millions d'exemplaires aux États-Unis et s'est écoulé à 15 millions de copies dans le monde. De par cet énorme succès, Toni Braxton remporte deux Grammy Awards : celui de la « meilleure chanteuse pop » et celui de la « meilleure prestation vocale RnB féminine ». Elle est également récompensée de deux American Music Awards dont un pour le nouvel artiste favori Soul/R&B et nouvel artiste contemporain favori en 1994 et un autre en 1995 pour l'album Soul/R&B favori. Le 9 novembre 1993, une compilation intitulée A LaFace Family Christmas, comprenant le titre The Christmas Song, interprété par Toni Braxton, est commercialisée.

### Secrets, faillite et début à Broadway (1996–1999)
Le 14 juin 1996, elle sort son second album, intitulé Secrets, comprenant les collaborations de : Babyface, Diane Warren, R. Kelly, David Foster, Soulshock & Karlin, Tony Rich et Keith Crouch. L'album démarre à la seconde place du Billboard 200 américain lors de sa sortie et atteint la 1re place du Top R&B/Hip-Hop Albums. L'album génère quatre singles: You're Makin' Me High/Let It Flow, qui s'érige à la 1re place du Billboard Hot 100, mais aussi au 1er rang du Hot Dance Club Songs et du Hot R&B/Hip-Hop Songs, Un-Break My Heart, qui atteint la 1re place du Billboard Hot 100 pendant 11 semaines consécutives, mais aussi le 1er rang du Hot Adult Contemporary Tracks, Hot Dance Club Songs[réf. souhaitée] et devient également son titre signature, s'érigeant à la 1re place en Autriche, Belgique, Europe, Suède, Suisse et dans le top 10 d'autres pays, I Don't Want To/I Love Me Some Him, qui atteint la 9e position du Hot R&B/Hip-Hop Songs et How Could An Angel Break My Heart en duo avec Kenny G, qui culmine à la 12e place du Hot Adult Contemporary Tracks.
Au total, l'opus se vend à 8 millions d'exemplaires aux États-Unis, en devenant 8 fois disques de platine et s'est écoulé à 15 millions de copies dans le monde. Le single Un-Break My Heart, est également considéré comme la 2de meilleure vente de singles par une artiste féminine de tous les temps,,,. De par cet énorme succès, Toni Braxton remporte deux Grammy Awards : celui du Grammy Award de la meilleure chanteuse pop et celui du Grammy Award de la meilleure prestation vocale R&B féminine.
Le 3 septembre 1996, une compilation intitulée For Our Children Too, comprenant le titre Brown Baby, interprété par Toni Braxton, est commercialisée afin de récolter des fonds pour l'association Pediatric AIDS Foundation, venant en aide aux enfants atteints de la maladie du SIDA. Le 14 octobre 1996, elle est invitée sur le titre That Somebody Was You, extrait de l'opus The Moment, du saxophiniste Kenny G. En 1996, après plus de 20 millions de disques vendus dans le monde, la chanteuse doit faire face à de graves problèmes financiers. Croulant sous le succès et les récompenses, son label l'emporta dans la dérive et elle est obligée de se déclarer en faillite, geste qui choque plusieurs fans, en raison de la renommée et du chiffre de ventes impressionnant de Braxton. Elle donne alors une interview à Oprah Winfrey lors son émission The Oprah Winfrey Show, pour expliquer ce qui lui arrive.
Le 2 octobre 1997, le titre How Could An Angel Break My Heart en duo avec Kenny G, est inclus dans la compilation hommage Diana, Princess of Wales: Tribute, dont les fonds récoltés, seront remis à la fondation Diana, Princess of Wales Memorial Fund, afin de soutenir des actions humanitaires.
Braxton apparaît dans deux shows de Walt Disney Theatrical Productions : elle fait ses débuts à Broadway le 9 septembre 1998, en interprétant le rôle de Belle, dans la comédie musicale La Belle et la Bête où elle remplace Kim Hurber. Durant sa prestation dans le show, le compositeur Alan Menken, lui écrit et compose le titre A Change In Me, réalisé exprès pour Braxton, qui sera utilisé jusqu'à la fin du show en juillet 2014. Elle quitte la production le 28 février 1999 où elle sera remplacée par Andrea McArdle. Son rôle dans La Belle et la Bête a marqué les esprits, car c'est la 1re fois qu'une femme noire obtient le rôle d'un personnage principal à Broadway. (Au Royaume-Uni, Michelle Gayle a joué le rôle dans le West End.). Il est également marquant, car c'est aussi la première fois, qu'une femme noire est la vedette dans une comédie musicale de Walt Disney Theatrical Productions à Broadway.
En 1999, après une année de poursuites judiciaires, Toni, Reid et Babyface auront finalement un arrangement à l'amiable et Braxton aura droit à une compensation ainsi qu'à la protection de ses biens.

### Retour au succès et carrière d'actrice (2000–2001)
Le 30 janvier 2000, elle interprète le titre We Go On, pendant la mi-temps du Super Bowl XXXIV, aux côtés de Phil Collins, Enrique Iglesias, Christina Aguilera, Tina Turner ainsi que d'un immense orchestre et un chœur. Cette prestation est considérée comme l'une des plus marquantes de cet événement sportif,.
Après avoir trouvé un accord à l'amiable à la suite de trois années de batailles juridiques avec les labels LaFace et Arista, Toni renouvelle son contrat avec sa maison de disques pour 20 millions de dollars. Le 7 mars 2000, elle publie He Wasn't Man Enough, produit par Rodney Jerkins, 1er extrait de l'opus The Heat, qui s'érige à la 2de place du Billboard Hot 100, atteint la 1re place du Hot R&B/Hip-Hop Songs, en remportant même un Grammy Award de la meilleure prestation vocale R&B féminine. Le 25 avril 2000, elle commercialise son troisième enregistrement, intitulé The Heat, qui comprend les participations de : Rodney Jerkins, David Foster, Diane Warren, Babyface, Jazze Pha et des interprètes comme Dr. Dre et Lisa Lopes. L'opus démarre à la seconde place du Billboard américain lors de sa sortie. Il débute à la 1re place du Top R&B/Hip-Hop Albums et se maintient à ce stade pendant deux semaines consécutives. L'album génère quatre singles: He Wasn't Man Enough, qui s'érige à la 2de place du Billboard Hot 100, atteint la 1re place du Hot R&B/Hip-Hop Songs, en remportant même un Grammy Award de la meilleure prestation vocale R&B féminine, Just Be A Man About It en featuring Dr. Dre, qui obtient la 6e place du Hot R&B/Hip-Hop Songs, Spanish Guitar, qui atteint le 20e rang du Hot Adult Contemporary Tracks et Maybe, qui atteint la 11e place du Hot Dance Club Songs.
The Heat est certifié double disque de platine par la Recording Industry Association of America, se vendant ainsi à 2,093,000 millions d'exemplaires, rien qu'aux États-Unis, selon Nielsen Soundscan. Au total, il s'est vendu à 4 millions d'exemplaires le monde. De par ce succès, l'opus est nommé dans plusieurs cérémonies. À la 43e cérémonie des Grammy Awards, le single He Wasn't Man Enough remporte un Grammy Award de la meilleure prestation vocale R&B féminine. Il est nommé dans la catégorie Grammy Award du meilleur album R&B. Elle est également nommée pour le meilleur album R&B pour une artiste féminine à la cérémonie des Soul Train Music Awards mais perd face à Who Is Jill Scott? Words and Sounds Vol. 1 de Jill Scott. Toni remporte deux American Music Awards, pour la meilleure artiste Soul/R&B féminine et l'album Soul/R&B favori pour The Heat en 2000.
Le 11 avril 2001, elle commence une carrière d'actrice, en obtenant son tout 1er rôle dans le film Kingdom Come, aux côtés de LL Cool J, Jada Pinkett Smith, Vivica A. Fox, Anthony Anderson, Loretta Devine et Whoopi Goldberg. Le film réalise 23,396,049 millions de dollars de recettes aux États-Unis.
Le 23 octobre 2001, elle dévoile son 1er opus de Noël, prénommé Snowflakes. L’opus, co-produit par Antonio "L.A." Reid, Babyface, Poke & Tone, Keri Lewis et Daryl Simmons, qui est composé généralement de chants traditionnels, s'érige à la 9e position du Billboard 200, en se vendant à 538 000 exemplaires, rien qu'aux États-Unis. L'album génère deux singles : Snowflakes of Love, qui s'érige à la 25e place du Billboard Adult Contemporary et Christmas In Jamaica en featuring Shaggy, qui émerge à la 3e position du Billboard (Bubbling Under R&B/Hip-Hop Singles).
Le 21 décembre 2001, le film How High, ayant pour acteurs principaux les rappeurs Redman et Method Man, sort sur les écrans. La bande originale de ce film inclus le titre Part II, interprété par Redman et Method Man en featuring Toni Braxton, qui contient un extrait du single You're Makin' Me High de Toni Braxton.

### More Than a WomanetLibra(2002–2005)
Le 26 juin 2002, le téléfilm Play'd: À Hip-Hop Story, comprenant au casting Toni Braxton, est diffusé sur la chaine VH1.
En 2002, lors de la préparation de son quatrième album studio, Braxton découvre qu'elle est enceinte de son deuxième enfant. Sachant qu'elle serait incapable de promouvoir l'album correctement, elle a demandé à Arista, de reporter sa sortie après son accouchement. Arista refuse et l'album sort comme prévu, le 18 novembre 2002. Le 18 novembre 2002, le 4e opus de Toni Braxton More Than a Woman, concocté par Babyface, Rodney Jerkins, Mannie Fresh, The Neptunes, No I.D. ou encore Irv Gotti, est publié. L’opus débute à la 13e position du Billboard 200 en se vendant à 98 000 exemplaires dès la 1re semaine.
L'album génère un single: Hit The Freeway en featuring Loon, qui a culminé à la 86e place du  Billboard  Hot 100, la 32e position du Hot R&B/Hip-Hop Songs et à la seconde place du Hot Dance Club Play. Un second single Lies Lies Lies, est alors proposé en radio mais ne bénéficie d'aucun vidéoclip. En parallèle, un vinyle comprenant Give It Back et Let Me Show You the Way (Out) est alors commercialisé.
Le titre Me & My Boyfriend, qui sample le titre Me and My Girlfriend du rappeur Tupac Shakur, sorti en 1996[réf. souhaitée] est alors suggéré comme single mais au même moment, Jay-Z et Beyoncé sortent le single '03 Bonnie & Clyde, qui est basé sur la même chanson et Braxton s'abstient de la sortie de sa version en tant que single, accusant Jay-Z d'avoir volé son idée. L'opus est alors considéré comme un échec de par ses ventes et certifié disque d'or par Recording Industry Association of America le 13 décembre 2002. Il a reçu très peu de promotion de par Arista ou de par Braxton elle-même, qui, en raison d'une grossesse compliquée, l'avait forcée au repos. Braxton accuse alors la compagnie de ne pas vouloir faire de compromis et pense que cette dernière, la punit de faire passer sa famille avant sa carrière.
Le 16 novembre 2002, le single Miss You, extrait du Best Of posthume I Care 4 U, de la chanteuse Aaliyah, est publié. Dans le vidéoclip qui l'accompagne, de nombreux artistes et collaborateurs qui ont connu la jeune femme dont Toni Braxton, apparaissent dans le vidéoclip. Le 26 novembre 2002, le rappeur Birdman, sort l'album Birdman, comprenant le titre Baby You Can Do It, co-interprété avec Toni Braxton. Le titre sort en 2003 en single aux États-Unis et bénéficie d'un vidéoclip. Après avoir rompu son contrat avec sa maison de disques de ses débuts Arista, pour cause de manque de promotion de son dernier opus More Than a Woman, sorti en 2002, Toni Braxton signe en avril 2003 chez Blackground Records.
Le 30 juin 2003, elle fait son retour à Broadway dans Aïda, la comédie musicale orchestrée par Elton John, en remplaçant Lisa Simone, jusqu'au 16 novembre 2003 où elle est remplacée par Michelle Williams. Le 4 novembre 2003, Arista fait paraitre la compilation Ultimate Toni Braxton, un best-of retraçant sa carrière dans le label, depuis ses débuts en 1992 de Give U My Heart à Hit The Freeway en 2002. La compilation, agrémentée de deux inédits tels que : Watchuneed, titre r&b produit par Rodney Jerkins et The Little Things, ballade r&b composée par R. Kelly, se vend à 400 000 exemplaires aux États-Unis et atteint la 43e place du Top R&B/Hip-Hop Albums.
En 2004, elle prête sa voix au personnage de Toni, dans un épisode de Blue's Clues, programme destiné à la jeunesse, qui est disponible uniquement en dvd. Le 12 octobre 2004, son ancien label lance deux compilations Artist Collection : Toni Braxton, un best-of qui comprend quelques-uns de ses plus grands tubes ainsi que quelques titres non parus en singles, qui ne parvient pas à se classer et Platinum & Gold Collection, une compilation comprenant ses plus grands tubes agrémentée de quatre remixes dont : How Could An Angel Break My Heart (Remix), How Many Ways (R. Kelly Remix), Maybe (Remix) et Spanish Guitar (HQ2 Remix), qui s'érige à la 78e place du Top R&B/Hip-Hop Albums, en se vendant à 281,518 exemplaires aux États-Unis. Le 26 octobre 2004, elle est invitée à co-interpréter le titre Stop, Look, Listen (To Your Heart) issu de l’opus Motown II de Michael McDonald, dont sa sœur Tamar Braxton, apparaît en tant que choriste.
Le 12 avril 2005, LaFace Records via Sony-BMG Music Entertainment, dévoile l'album Un-Break My Heart: The Remix Collection, comprenant les plus grands tubes de Toni Braxton, remixés par les plus grands DJ's tels que : Hex Hector, David Morales, Frankie Knuckles, Peter Rauhofer, Junior Vasquez ou encore Joe Clausell. L'opus atteint la 20e position du Top Electronic Albums. Le 26 avril 2005, Sony-BMG Music Entertainment présente Breathe Again: Toni Braxton At Her Best, une compilation retraçant les plus grands tubes de sa carrière. Le disque obtient la 84e du Top R&B/Hip-Hop Albums. Le 30 mai 2005, elle publie le 1er single de son opus Libra, Please, produit par Scott Storch, qui s'érige à la 36e place du Billboard Hot R&B/Hip-Hop Songs. Le 27 septembre 2005, elle commercialise son cinquième album et 1er enregistrement chez Blackground Records : Libra. L'opus, composé par : Scott Storch, Rich Harrison, Bryan-Michael Cox, The Underdogs ou encore Babyface, débute à la 4e position du Billboard 200 et à la 2d place du Billboard Top R&B/ Hip-Hop Albums, en se vendant à 441 000 exemplaires rien qu'aux États-Unis, selon la Nielsen SoundScan. L'album génère quatre single: Please, qui s'érige à la 36e place du Billboard Hot R&B/Hip-Hop Songs, Trippin' (That's The Way Love Works), qui atteint la 60e place au Billboard Hot R&B/Hip-Hop Songs, Take This Ring, qui obtient la 12e meilleure position du Billboard Bubbling Under R&B/Hip-Hop Singles et Suddenly, qui ne parvient pas à rentrer dans les charts. Au total, l'opus est certifié or, en se vendant à 679,000 copies. La pochette de l'album est incluse dans la liste des pochettes d'albums les plus sexy de tous les temps, par le magazine Maxim.
En parallèle, elle apparait dans trois épisodes de la première saison de la série télévisée Kevin Hill. Le 4 octobre 2005, une compilation intitulée 40 Years: À Charlie Brown Christmas, comprenant le titre It's The Most Wonderful Time of the Year, interprété par Toni Braxton, est commercialisée.

### Succès à Las Vegas et conflits (2006–2007)
Le 16 avril 2006, elle est invitée à interpréter son titre Take This Ring, en version remixée, sur la mixtape Demagraffix du rappeur Rampage. Le 19 mai 2006, il est annoncé que Toni Braxton remplacera Wayne Newton lors d'une série de concerts donnée au Flamingo Las Vegas, jusqu'au 3 aout 2006. Le spectacle, intitulé Toni Braxton: Revealed, devrait se dérouler en six nuits par semaine et se tenir jusqu'à mars 2007.  Braxton a confirmé plus tard, qu'elle prolongeait son spectacle à août 2007. Le spectacle devient alors la première série de concerts en tête d'affiche d'une interprète afro-américaine à Las Vegas, et s’érige en tête du top 10 des shows ayant le plus de succès dans cette ville, si bien que Braxton prolonge les dates de son spectacle jusqu'en août 2008.
En parallèle, Braxton fait une apparition dans la 5e saison de l'émission American Idol 5, où elle interprète In The Ghetto, une reprise d'Elvis Presley, en compagnie du futur gagnant Taylor Hicks.
Le 9 juin 2006, elle interprète The Time of Our Lives en duo avec Il Divo, pour l'hymne de la coupe du monde de football de 2006. La chanson s'érige au 24e rang en Autriche et en Italie, à la 17e position en Allemagne, à la 16e place au Norvège, à la 8e position en Suisse et s'érige à la 52e position au classement en Europe. Ce titre, qui est interprété lors de l’ouverture et de la clôture de la cérémonie, font de ces artistes, les premiers interprètes à chanter lors des cérémonies d'ouverture et de clôture.
Lors d'un concert donné en octobre 2006 au Flamingo Las Vegas, Braxton a fondu en larmes en annonçant à l'auditoire que, juste avant que le concert commence, on lui avait dit que son fils, Diezel, avait été diagnostiqué autiste. Braxton a été franche concernant le fait que si son médecin avait diagnostiqué l'état de son fils Diezel plus tôt, il aurait pu être mieux aidé. De ce fait, elle devient porte-parole de Autism Speaks et est également l'ambassadrice de l'American Heart Association. Entretemps, Braxton est libérée de son contrat avec Blackground Records, à la suite d'un certain nombre de différends avec l'ancien directeur Barry Hankerson, en ce qui concerne le rôle apparent dans sa carrière.
Le 12 janvier 2007, Braxton a déposé une plainte devant la Cour de district des États-Unis à New York, contre son ancien manager Barry Hankerson pour 10 millions de dollars, alléguant "la fraude, la tromperie et la duplicité", en plus de la mauvaise gestion de sa relation avec Arista Records.  Selon Braxton, Hankerson aurait placé ses intérêts financiers personnels avant les siens en utilisant "un double langage" afin de compromettre la relation entre Braxton et son ex-maison de disques, Arista Records, avec Hankerson qui aurait prétendu que "Braxton ne voulait plus enregistrer pour Arista" et qui disait d'autre part à Braxton, que "Arista n'était pas intéressé à travailler avec elle non plus".
La plainte a été réglée et Braxton a dû rembourser l'avance de 375 000 dollars à Hankerson, ce qui représente le pourcentage des ventes de son prochain album et Hankerson doit libérer Braxton de son contrat avec lui. Le règlement a également limité temporairement les entreprises avec lesquelles Braxton peut signer,. Le 20 février 2007, LaFace Records publie The Essential Toni Braxton, une compilation en deux disques comprenant tous les tubes de l'interprète allant de Good Life, qu'elle interprétait avec ses sœurs, en tant que membre du groupe The Braxtons, en passant par The Time Of Your Life, co-interprété avec le groupe Il Divo. La compilation atteint le 48e rang du U.S. Hot R&B/Hip-Hop Albums Chart, en se vendant à 20 000 exemplaires aux États-Unis.

### Dancing With the Starset problèmes de santé (2008–2010)
Le 7 avril 2008, elle est hospitalisée à la suite de graves problèmes cardiaques, ce qui entraîne l'annulation de ses concerts à Flamingo Las Vegas. S'ensuivront alors pour Toni, deux longues années de batailles judiciaires contre sa compagnie d'assurance Lloyd's of London. En août 2008, de nombreux sites inters incluant TMZ.com et In Touch Weekly, annoncent que Braxton pourrait apparaître dans la 7e saison de l'émission Dancing with the Stars. Le casting complet est alors dévoilé le 25 aout 2008 lors de l'émission Good Morning America, qui confirme que Toni Braxton est bien une participante à cette saison et qu'elle concourera avec Alec Mazo. Le 21 octobre 2008, ils sont éliminés après 5 semaines de compétition. En octobre 2008, Toni Braxton signe chez Atlantic Records, un label de la maison de disques Warner Music Group. Le 28 octobre 2008, LaFace Records publie une compilation intitulée Playlist The Very Best Of Toni Braxton, comprenant quelques-uns de ses plus grands succès. Le 31 octobre 2008, Richard Marx dévoile son opus Sundown, comprenant une version duo du titre Suddendly, interprété avec Toni Braxton.

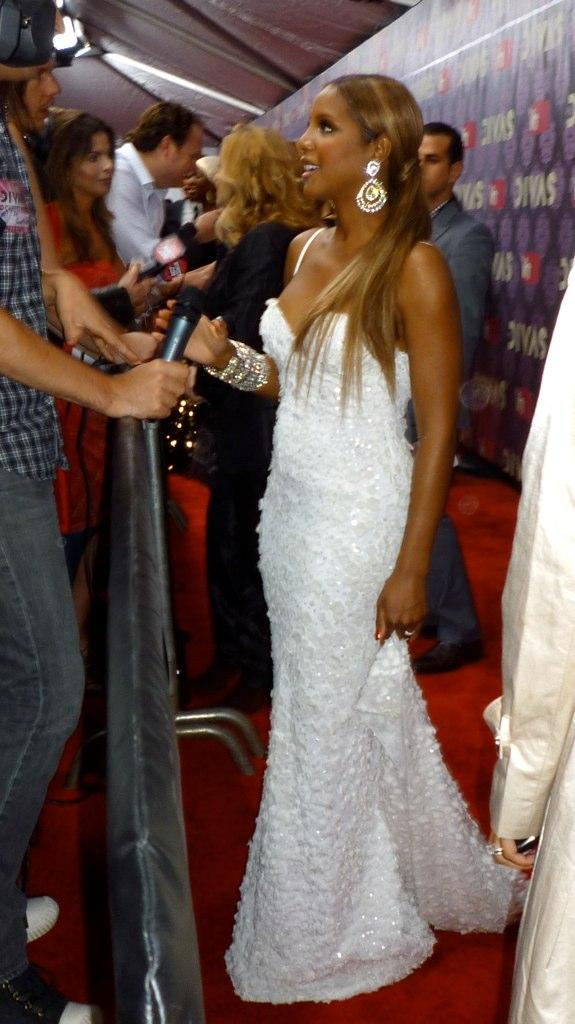
Toni Braxton en 2009.

Le 29 septembre 2009, elle interprète le titre If You Dream, en compagnie de sœur Tamar Braxton, mais aussi de Faith Evans, JoJo, Omarion, Steve Russell, Jordin Sparks, Tank, Tyrese et Charlie Wilson, pour la bande originale du film More Than Game. Le 20 novembre 2009, elle publie le 1er single Yesterday en duo avec le chanteur Trey Songz, qui s'érige à la 12e place du Billboard Hot & R&B Hip-Hop Songs.
Le 12 février 2010, le single We Are the World 25 for Haiti, reprise du titre We Are the World de 1985, venant en aide aux personnes victimes du tremblement de terre d'Haïti, survenu le 12 janvier 2010, sort en single. La nouvelle version, produite par Quincy Jones et Lionel Richie, RedOne, Wyclef Jean entre autres, est enregistrée le 1er février 2010 par de nombreux artistes tels que : Toni Braxton, Céline Dion, Barbra Streisand, Janet Jackson, Tony Bennett, Wyclef Jean, Josh Groban, P!nk, Usher, Mary J. Blige, Jennifer Hudson, Adam Levine, Justin Bieber, LL Cool J, Mary Mary, Lil Wayne, Jamie Foxx, Akon, T-Pain, Busta Rhymes, will.i.am, Kanye West, Enrique Iglesias, Brandy, Mýa, Kelly Rowland. Le 4 mai 2010, elle publie son 6e opus, intitulé Pulse, produit par DJ Frank E, David Foster, Vincent Herbert, Craig Kallman, Steve Mac, Harvey Mason, Jr., Oak, Lucas Secon, Troy Taylor et Dapo Torimiro. L'opus débute à la 9e position du Billboard 200 en se vendant à 54 000 exemplaires dès la 1re semaine de sa sortie[réf. souhaitée] et s'érige à la 1re place du Billboard Top R&B/ Hip-Hop Albums[réf. souhaitée]. L'album génère quatre singles: Yesterday en duo avec le chanteur Trey Songz, qui s'érige à la 12e place du Billboard Hot & R&B Hip-Hop Songs, Make My Heart, qui sortit le même jour que Hands Tied, obtient la 29e meilleure position du Billboard Top R&B/ Hip-Hop Albums et Woman, qui est uniquement un single dit a but promotionnel.
À l'origine, il y avait de nombreuses collaborations prévues et aucune n'apparaît sur le pressage final de l'album. Cependant, l'édition deluxe de l'album sur l'iTunes Store contient plusieurs d'entre elles ainsi qu'en bonus le remix de Yesterday avec Trey Songz, The Wave, écrit par Jesse McCartney et Makeba Riddick, Stay, Rewind et Yesterday (Cutmore Radio Remix). Il comporte également Caught (Don't Take Your Hat Off) avec Mo'Nique, qui apparaît au milieu de la chanson avec un monologue dramatique.
Une collaboration avec le chanteur RnB Robin Thicke appelée Do Not Leave aurait été confirmée comme étant en production, mais n'est cependant jamais apparue sur l'opus. Une collaboration avec le chanteur R&B Usher a également échoué dans la matérialisation dans cet opus. Parmi les autres collaborations que Braxton a déclarées, elle aurait travaillée une chanson appelée Get Loose avec Rodney Jerkins, qui fut également omise à l'album. Une collaboration avec  le chanteur de reggae Sean Paul, sur le remix de Lookin 'At Me, n'est également pas apparue sur l'album.
Le 20 septembre 2010, Sony-BMG Music Entertainment dévoile Essential Mixes, une compilation comprenant quelques-uns des remixes, issus de ses plus grands succès. Selon TMZ, et VH1 Behind The Music via un procès-verbal de Braxton, après que sa série de spectacles Toni Braxton: Revealed a été brusquement annulée en 2008, la compagnie d'assurance, Lloyd's of London a refusé d'honorer sa police d'assurance qu'elle a acheté pour plus de $ 70 000 dollars de compensations financières incluses pour les pertes financières qui se sont produites à la suite des résultats des annulations de concerts. La politique a été signalée pour assurer Braxton jusqu'à 2,8 millions de dollars,. Lloyd de Londres a répondu avec une contre-poursuite en dommages-intérêts contre Braxton et a fait remarquer que la politique de Braxton était nulle et non avenue en raison d'une maladie cardiaque sans rapport et que la société n'avait pas été informée au moment où la demande avait été déposée. Braxton a répondu à cette contre-poursuite en disant qu'elle n'avait pas eu le temps de divulguer son histoire médicale complète en temps voulu,,. La compagnie d'assurance ayant annulé le contrat de Braxton, elle se dit victime de dommages indirects du fait des spectacles annulés, et elle est poursuivie en justice par plusieurs entreprises; elle et a dû, une fois de plus se déclarer en faillite, ce qu'elle a annoncé le 7 octobre 2010.

### Retrait musical, succès grâce à la télé-réalité et retour en tant qu'actrice (2011–2012)

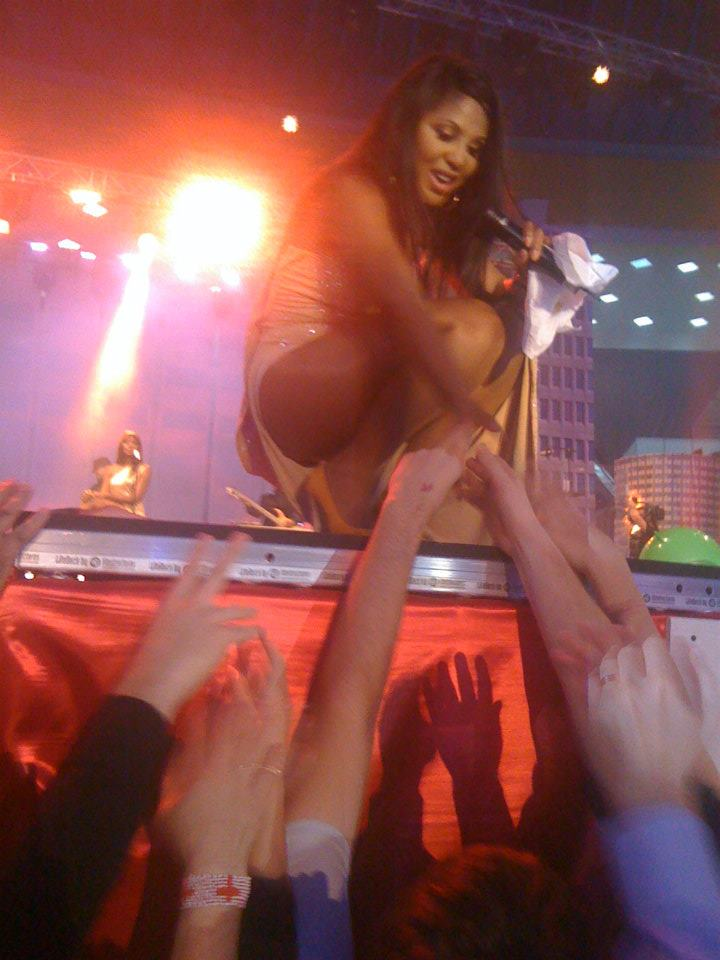
Braxton lors d'un concert du nouvel an en Roumanie, en 2011.

En janvier 2011, la chaîne WE tv confirme avoir signé Toni Braxton pour une série de télé-réalité, intitulée Braxton Family Values, basée d'après les relations entre Toni, sa mère Evelyn et sœurs : Traci, Trina, Towanda et Tamar. La série débute le 12 avril 2011 et attire 350 000 spectateurs, ce qui est un énorme succès d'audiences pour cette chaîne du câble. De ce fait, elle est renouvelée pour plusieurs saisons supplémentaires et à même le droit à une série dérivée prénommée Tamar & Vince, basée sur la vie de sa sœur Tamar Braxton, qui débute le 19 décembre 2011.
Le 18 septembre 2011, elle est incluse à la Georgia Music Hall of Fame, institut qui conserve et protège le patrimoine musical américain.
Le 13 février 2012, Toni Braxton est incluse dans la prestigieuse liste des 100 Grestest Women In Music. Le 9 mars 2012, elle publie le single I Heart You. La chanson s'érige à la 1re place du Billboard Dance/Club play chart. Le vidéoclip qui illustre la chanson, est réalisé par Bille Woodruff. Peu de temps après sa sortie, de nombreuses rumeurs circulent concernant son retrait de l'industrie musicale,. Le 29 août 2012, elle retourne à sa carrière d'actrice, en obtenant un rôle dans le film The Oogieloves in the Big Balloon Adventure, aux côtés de Christopher Lloyd, Cloris Leachman, Chazz Palminteri, Jaime Pressly et Cary Elwes. Le film, qui est un échec cuisant au box-office, réalisant que 1,065,907 millions de dollars de recettes aux États-Unis[réf. souhaitée], est considéré comme l'un des plus gros fiascos cinématographiques de tous les temps et est nommé à la 33e Golden Raspberry Awards comme étant le pire film de l'année et le pire casting, mais perd contre Twilight IV: Révélation Partie 2.
Le 7 février 2013, Toni Braxton confirme son retrait de l'industrie musicale de par cette citation : "Je dois faire des spectacles ici et là, mais je ne vais pas faire d'albums, je ne suis plus tombée amoureuse d'elle, ce qui est bizarre. Je ne sais pas quoi dire quand j'entends des chansons. Elles n'ont aucun impact sur moi. J'ai essayé d'écouter des chansons, les maisons de disques m'ont même contactée, ce qui est donc une bonne situation pour en faire, mais je ne suis pas vraiment intéressée du tout".

### Love, Marriage and Divorceet retour à Broadway (2013–2014)
Le 9 février 2013, la chaine Lifetime, diffuse le téléfilm Le Chant Du Destin, dont Toni Braxton obtient le rôle principal. En juin 2013, Babyface, son collaborateur de longue date, la persuade de faire une série de concerts et d'enregistrer un album de duos en commun, basé sur la relation homme-femme de par le sujet Les Hommes viennent de mars et les femmes de Vénus. Le 17 août 2013, la chanson Hurt You en duo avec Babyface est publiée. Le single est un énorme succès en s'érigeant à la 1re place du Billboard Adult R&B Songs Charts, pendant 4 semaines consécutives et à la 1re place du Urban Adult Contemporary. Il est également son 7e numéro 1 à l'Adult R&B Songs Chart et son 1er numéro un dans cette catégorie depuis Just Be a Man About It, en 2000. La chanson est également un hit en s'érigeant à la 16e place du Billboard Hot R&B/ Hip Hop Airplay chart. En septembre 2013, il est annoncé que Toni Braxton ferait son retour à Broadway, mais cette fois-ci, accompagnée de Babyface, dans la pièce After Midnight. Le 19 novembre 2013, Toni Braxton et Babyface publie le single Have Yourself A Merry Little Christmas.
Le 4 février 2014, l'opus de Toni Braxton et Babyface, intitulé Love, Marriage and Divorce, est publié par le biais du label Motown. L'album débute à la 4e place du US Billboard 200 en se vendant à 67 000 exemplaires dès la première semaine de sa sortie, devenant le 6e album de Toni Braxton, à entrer dans le top 10. Il est également entré à la première place du Billboard R&B/Hip-Hop Albums chart. L'album génère trois singles : Hurt You, qui est un énorme succès en s'érigeant à la 1re place du Billboard Adult R&B Songs Charts, pendant 4 semaines consécutives et à la 1re place du Urban Adult Contemporary. Il est également son 7e numéro 1 à l'Adult R&B Songs Chart et son 1er numéro un dans cette catégorie depuis Just Be a Man About It, en 2000. La chanson est également un hit en s'érigeant à la 16e place du Billboard Hot R&B/ Hip Hop Airplay chart. Le second extrait est Where Did We Go Wrong?, qui atteint la 11e meilleure position du Adult R&B Songs chart. Le troisième single est Roller Coaster, qui s'érige à 17e place du Billboard Top Adult R&B chart. Au total, l'album s'est écoulé à 211,000 copies aux États-Unis. L'album, qui est un succès et qui obtient d'excellentes critiques, est alors nommé comme "Meilleur Album" aux World Music Awards 2014 et est nommé en tant que "Meilleur album R&B" à la 57e cérémonie des Grammy Awards.
Le 18 mars 2014, elle fait son retour à Broadway, dans la pièce After Midnight où elle donne la réplique à Babyface. Leurs prestations alterne avec Fantasia Barrino et k.d. lang, jusqu'au 31 mars 2014.
Le 3 avril 2014, il est confirmé que Toni Braxton a obtenu le rôle principal dans le téléfilm My Name Is Love: The Darlene Love Story, retraçant la vie de la chanteuse Darlene Love. Le 20 mai 2014, elle publie ses mémoires dans son premier ouvrage littéraire prénommé Un-Break My Heart : À Memoir. Le 25 mai 2014, le producteur Secondcity publie le single I Wanna Feel, qui contient un sample de You're Makin' Me High de Toni Braxton, qui s'érige à la 1re position du classement britannique et qui s'érige à la 2de place du US Hot Dance Club Songs. Le 8 septembre 2014, elle apparaît avec Tamar et Trina, dans le 1er vidéoclip de la chanson Last Call, de leur autre sœur Traci. Le 30 septembre 2014, une compilation intitulée Motown Christmas, comprenant le titre Have Yourself A Merry Little Christmas de Toni Braxton et Babyface, est publiée.
En 2015, l'opus Love, Marriage and Divorce, qu'elle co-interprète avec Babyface, remporte le prix du "Meilleur album R&B" à la 57e cérémonie des Grammy Awards.

### TéléfilmUn-Break My Heart, album de Noël avec The Braxtons (2015-2016)
Le 14 mai 2015 lors d'une interview donnée à The Huffington Post pour faire la promotion de la nouvelle saison de Braxton Family Values, Toni a déclaré être de retour en studio pour son huitième album à venir. Elle a promis que son nouveau single serait commercialisé avant la fin de l'année. Le 15 septembre 2015, la chaine de télévision Lifetime envisage de tourner un téléfilm biopic sur la vie de Toni Braxton Intitulé : Destin brisé : Toni Braxton, une chanteuse sacrifiée, qui sera basé d'après son livre Unbreak My Heart: A Memoir, dont Braxton et Vondie Curtis-Hall, seront producteurs exécutifs et réalisateurs. La production devrait commencer au plus tard cette année.
En octobre 2015, il est confirmé que le groupe The Braxtons en tant que cinq membres, incluant : Toni, Tamar, Traci, Trina et Towanda, sortira un album de Noël intitulé Braxton Family Christmas, prévu pour le 30 octobre 2015. L'annonce a créé l'évènement, car c'est la première fois que le groupe rechantera en tant que quintet, après 25 ans d'absence et de projets solos,. Braxton Family Christmas débute à la 27e place du Billboard R&B/Hip-Hop Albums, au 10e rang du US R&B Chart et atteint la 12e position du US Top Holiday Albums le 21 novembre 2015,. Il atteint la 1re place aux Heatseekers Albums le 12 décembre 2015.

### Sex & Cigaretteset téléfilms à succès (2016-présent)
Le téléfilm Destin brisé : Toni Braxton, une chanteuse sacrifiée est diffusé aux Etats-Unis, sur la chaine Lifetime. Il est un succès, avec plus de 3,6000 millions de téléspectateurs. En janvier 2016, elle déclare qu'elle collaborera encore avec Babyface pour un prochain opus intitulé Love, Marriage & Divorce Pt. II. En juillet 2016, une nouvelle édition de son 1er album éponyme Toni Braxton est éditée. Dans un même temps, une nouvelle édition de son second album Secrets 20th anniversary, est également commercialisée.
Le 14 septembre 2017, elle dévoile le single Deadwood, extrait de son prochain opus Sex & Cigarettes. Le 10 novembre 2017, elle publie un second single Coping.
Le 27 janvier 2018, la chaine Lifetime, diffuse le téléfilm Faith Under Fire, dont Toni obtient le rôle principal. Le 9 février 2018, elle révèle un 3e extrait Long As I Live. Le 20 avril 2018, Trina, Towanda et Toni apparaissent en featuring sur le single de leur sœur Traci "Broken Things",,. Le 24 novembre 2018, la chaine Lifetime, diffuse le téléfilm Les Noëls de ma vie, dont Toni et sa sœur Towanda ont les rôles principaux,,,.
Le 3 janvier 2019, le téléfilm Les Noëls de ma vie, est diffusé sur M6 à 14h10, ce qui créée l'évenement,.
Le téléfilm Faith Under Fire n’a toujours pas obtenu de diffusion française, mais il est annoncé prochainement, sur le site allociné. Cependant, on ne sait toujours pas s'il sera diffusé sur Tf1 ou sur M6.

## Aspects artistiques

### Voix
Braxton a été reconnue pour sa capacité vocale bien distinctive, en l’occurrence celle du contralto. En raison de la raucité de sa voix, Braxton a souvent imité des chanteurs tels que Michael McDonald, Luther Vandross ou encore Stevie Wonder, qu'elle prend comme modèles de style vocaux. Chaka Khan et Anita Baker étaient deux des rares chanteuses qu'elle pouvait imiter. Steve Huey de AllMusic cite une des raisons de la réussite de Braxton qui est la polyvalence de sa voix, qu'il déclare comme étant "assez soul assez pour du R&B axé au grand public, assez lisse et suffisamment sophistiquée pour les adultes, assez sensuelle pour les jeunes auditeurs, forte en émotion telle que le chagrin, ce qui interpelle les femmes, mais aussi assez ravissante pour attraper les gars".

### Style musical
Braxton a commencé sa carrière en chantant R&B traditionnel et des chansons d'amour pour adultes, sur ses premier et deuxième albums,. Cependant, des éléments hip-hop et dance, ont commencé à émerger sur ses opus The Heat, More Than a Woman ou encore Pulse. Elle a également présenté une formation classique de par sa participation dans des comédies musicales à Broadway telles que La Belle et la Bête ou encore Aïda ainsi que son duo avec Il Divo, The Time Of Our Lives, pour l'hymne de la coupe du monde de football de 2006.

## Postérité

### Distinctions
Toni Braxton devient tout de suite une superstar après la sortie de son 1er opus Toni Braxton,. Pendant une interview donnée à VH1, L.A Reid, son collaborateur déclare : « Nous avons notre première dame de LaFace. Nous avons notre diva. Clive Davis a Whitney Houston, Tommy Mottola a Mariah Carey et nous avons Toni. » Braxton a la musicalité de grands noms du RnB comme Anita Baker et le sex-appeal d'autres superstars comme Mariah Carey , Janet Jackson , Madonna  et Whitney Houston.
Tout au long de sa carrière, Toni Braxton compte 66 millions d'albums vendus dans le monde. Un-Break My Heart, second single issu de son second Secrets, atteint la première place du Billboard Hot 100 pendant 11 semaines consécutives, devenant ainsi, par la même occasion, un hit mondial en s'érigeant au 1er rang de nombreux pays et son titre signature. Il est également considéré comme la 2de meilleure vente de singles par une artiste féminine de tous les temps,,,. De par cet énorme succès, Toni Braxton remporte deux Grammy Awards : celui du Grammy Award de la meilleure chanteuse pop et celui du Grammy Award de la meilleure prestation vocale R&B féminine. Durant toute sa carrière, elle a remporté une multitude de récompenses dont 7 Grammy Awards, 9 Billboard Music Awards et 7 American Music Awards.
Tout au long de sa carrière, Braxton a créé plusieurs impacts sur la mode de par ses robes légendaires en divisions élevées vers les jambes, comme ce fut le cas dans les vidéoclips de How Many Ways, Un-Break My Heart, How Could An Angel Break My Heart, Spanish Guitar, Maybe ou encore Hands Tied. En 2001, lors de la cérémonie des Grammy Awards, elle est vêtue d'une robe fendue Richard Tyler en satin blanc robe, qui est entrée dans l'histoire comme l'une des robes les plus révélatrice et sexy. De ce fait, en 2011, Braxton est classée en 1er place des personnalités les mieux habillées de la décennie pendant les cérémonies des Grammy Awards.
En parallèle, elle participe à de nombreuses comédies musicales de Broadway dont La Belle et la Bête, produite par Walt Disney Theatrical Productions, dans laquelle elle interprète le rôle de Belle. Son rôle dans La Belle et la Bête marque les esprits, car c'est la première fois qu'une femme noire obtient le rôle principal d'une comédie musicale à Broadway,. De plus, de par sa série de spectacles à Las Vegas intitulée Toni Braxton Revealed, elle devient alors la première interprète féminine afro-américaine, à obtenir une série de concerts en tête d'affiche à Las Vegas.
Toni Braxton participe également à des événements internationaux de grande ampleur. Le 30 janvier 2000, elle interprète le titre We Go On, pendant la mi-temps du Super Bowl XXXIV, aux côtés de Phil Collins, Enrique Iglesias, Christina Aguilera, Tina Turner ainsi que d'un immense orchestre et un chœur. Cette prestation est considérée comme l'une des plus marquantes de cet événement sportif,. Le 9 juin 2006, elle interprète The Time of Our Lives en duo avec Il Divo, pour l'hymne de la coupe du monde de football de 2006. Ce titre, qui est interprété lors de l’ouverture et de la clôture de la cérémonie, font de ces artistes, les premiers interprètes à chanter lors des cérémonies d'ouverture et de clôture.
Le 18 septembre 2011, elle est incluse au Georgia Music Hall of Fame, institut qui conserve et protège le patrimoine musical américain. Le 13 février 2012, Toni Braxton est inscrite dans la prestigieuse liste des 100 Grestest Women In Music. Elle est également considérée comme une icone du R&B, en devenant l'une des plus grandes vendeuses féminines des années 1990, ce qui lui fait attribuer le titre de Queen of R&B,,,.
En 2015, l'opus Love, Marriage and Divorce, qu'elle co-interprète avec Babyface, remporte le prix du "Meilleur album R&B" à la 57e cérémonie des Grammy Awards.

### Impact de sa musique
L'impact ainsi que l'héritage musical de Braxton a inspiré de nombreux artistes. Par exemple, l'artiste R&B Brandy Norwood a déclaré que sa manière de chanter était influencée par celle de Toni Braxton. Sevyn Stresser a cité Braxton comme une influence sur sa carrière. Streeter a posté sur son site web après avoir rencontré Braxton à la cérémonie des Soul Train: "Ran il y a cette femme remarquable Toni Braxton, dans les coulisses de la cérémonie des Soul Train !!!! yup, je flippe....., je ne peux pas dire dans ce pic, mais le monstre était réel.". La chanteuse R&B Fantasia Barrino a avoué son admiration pour Braxton lors d'une interview avec le magazine Singer's Room: "J'ai regardé le spectacle de Braxton et j'ai écouté Toni Braxton... elle a expliqué qu'elle avait perdu la passion et l'amour pour la musique, et là, je ai éclaté en sanglots".
Parmi d'autres interprètes, citons : sa sœur Tamar Braxton, mais aussi Britney Spears, Jessica Simpson, Jennifer Lopez, Mýa, Mary Mary, Monica Arnold, Brandy, Tamia, LeToya Luckett, Jade Alston, Debelah Morgan, Monifah, pour ne citer qu'eux.
De nombreux artistes ont repris les titres de Toni Braxton. En 1994, la chanteuse Sally Yeh reprend les titres Another Sad Love Song et Breathe Again, qu'elle interprète en cantonais, dans son opus Simple Black & White. Breathe Again est également reprise par Chuck Loeb sur son album The Music Inside en 1996. En 1997, le saxophonsite Marion Meadows reprend Un-Break My Heart pour son opus Pleasure. En 2002, le bassiste Michael Manson interprète le titre Seven Whole Days sur son opus The Bottom Line. En 2004, Sweet Tea reprend la chanson Breathe Again sur la compilation Reggae Gold 1994. En 2004, le groupe lyrique Il Divo reprend Un-Break My Heart en version bilinguale, qui devient un hit[réf. souhaitée]. Le groupe Weezer ré-enregistre Un-Break My Heart en 2005, pour leur opus Death to False Metal, qui parait en 2010[réf. souhaitée]. En 2006, la chanteuse Margot B. reprend Breathe Again sur son opus Margot B. Inspired. En 2006, le chanteur Declan Galbraith ré-interprète le titre How Could An Angel Break My Heart, pour son opus Thank You. En 2008, la chanteuse Nina, reprend Un-Break My Heart sur son opus Nina Sings the Hits of Diane Warren. En 2014, la chanteuse Charice, reprend How Could An Angel Break My Heart en duo avec Alyssa Quijano, sur son opus Chapter 10.
La musique de Toni Braxton fut également samplée par de nombreux artistes. Le 21 décembre 2001, le film How High, ayant pour acteurs principaux les rappeurs Redman et Method Man, sort sur les écrans. La bande originale de ce film inclus le titre Part II, interprété par Redman et Method Man en featuring avec Toni Braxton, qui contient un extrait du single You're Makin' Me High de Toni Braxton. Le 16 avril 2006, elle est invitée à interpréter son titre Take This Ring, en version remixée, sur la mixtape Demagraffix du rappeur Rampage. Le 25 mai 2014, le producteur Secondcity publie le single I Wanna Feel, qui contient un sample de You're Makin' Me High de Toni Braxton, qui s'érige à la 1re position du classement britannique et qui s'érige à la seconde place du US Hot Dance Club Songs. Le 25 mai 2015, la saxophoniste Jessy J reprend You're Makin' Me High, dans son opus My One And Only One.

### Impact dans la culture populaire
Toni Braxton est citée dans un épisode de la série Ma famille d'abord ainsi que dans l'épisode 15 de la saison 3 de la série Brooklyn Nine-Nine.
La pochette de l'album Libra, figure dans la liste des pochettes d'albums les plus sexy de tous les temps, par le magazine Maxim.

## Philanthropie
Le 3 septembre 1996, une compilation intitulée For Our Children Too, comprenant le titre Brown Baby, interprété par Toni Braxton, est commercialisée afin de récolter des fonds pour l'association Pediatric AIDS Foundation, venant en aide aux enfants atteints de la maladie du SIDA. Le 2 octobre 1997, le titre How Could An Angel Break My Heart en duo avec Kenny G, est inclus dans la compilation hommage Diana, Princess of Wales: Tribute, dont les fonds récoltés, seront remis à la fondation Diana, Princess of Wales Memorial Fund, afin de soutenir des actions humanitaires.
Lors d'un concert donné en octobre 2006 au Flamingo Las Vegas, Braxton a fondu en larmes en annonçant à l'auditoire que, juste avant que le concert commence, on lui avait dit que son fils, Diezel, avait été diagnostiqué autiste. Braxton a été franche concernant le fait que si son médecin avait diagnostiqué l'état de son fils Diezel plus tôt, il aurait pu être mieux aidé. De ce fait, elle devient porte-parole de Autism Speaks et est également l'ambassadrice de l'American Heart Association.
Le 12 février 2010, le single We Are the World 25 for Haiti, reprise du titre We Are the World de 1985, venant en aide aux personnes victimes du tremblement de terre d'Haïti, survenu le 12 janvier 2010, sort en single. La nouvelle version, produite par Quincy Jones et Lionel Richie, RedOne, Wyclef Jean entre autres, est enregistrée le 1er février 2010 par de nombreux artistes tels que : Toni Braxton, Céline Dion, Barbra Streisand, Janet Jackson, Tony Bennett, Wyclef Jean, Josh Groban, P!nk, Usher, Mary J. Blige, Jennifer Hudson, Adam Levine, Justin Bieber, LL Cool J, Mary Mary, Lil Wayne, Jamie Foxx, Akon, T-Pain, Busta Rhymes, will.i.am, Kanye West, Enrique Iglesias, Brandy, Mýa, Kelly Rowland.

## Vie privée
En février 2000, Braxton rencontre le musicien Keri Lewis quand son groupe, Mint Condition, effectue chaque première partie de sa tournée. Ils se marient le 21 avril 2001. Le 2 décembre 2001, elle donne naissance à son premier enfant, prénommé Denim Cole Braxton-Lewis. En 2002, lors de la préparation de son quatrième album studio, Braxton découvre qu'elle est enceinte de son deuxième enfant. Elle est contrainte au repos en raison d'une grossesse compliquée. Le 31 mars 2003, elle donne naissance à son deuxième enfant prénommé Diezel Ky Braxton-Lewis, qui est diagnostiqué autiste. De ce fait, elle devient porte-parole de l'association Autism Speaks. Elle est également l'ambassadrice de l'American Heart Association.
Elle est atteinte de lupus.
En novembre 2009, Braxton annonce qu'elle et son époux sont séparés. Le 25 juillet 2013, leur divorce est prononcé officiellement après douze ans de mariage[réf. nécessaire].
En février 2018, elle révèle ses fiançailles avec le rappeur Birdman qu'elle fréquente depuis avril 2016.

## Discographie

### Albums studio
- 1993 : Toni Braxton
- 1996 : Secrets
- 2000 : The Heat
- 2001 : Snowflakes
- 2002 : More Than a Woman
- 2005 : Libra
- 2010 : Pulse
- 2018 : Sex & Cigarette avec Babyface
- 2020 : Home all alone
- 2020 : Spell my name

### Albums en duo
- 2014 : Love, Marriage and Divorce (Toni Braxton & Babyface)

## Filmographie

### Cinéma
- 2001 : Kingdom Come : Juanita Slocumb
- 2012 : The Oogieloves in the Big Balloon Adventure : Rosalie Rosebud

### Télévision
- 2002 : Play'd: À Hip-Hop Story : Shonda
- 2013 : Le Chant Du Destin : Nina
- 2016 : Destin brisé : Toni Braxton, une chanteuse sacrifiée : Elle-même
- 2018 : Faith Under Fire : Antoinette Tuff
- 2018 : Les Noëls de ma vie : Alexis Taylor

## Télé-réalité
- 2011-présent : Braxton Familly Values : Elle-même

## Comédies musicales
- 1998 : La Belle et la Bête : Belle
- 2003 : Aïda : Aida
- 2013 : After Midnight : invité exceptionnel